# エドワード・シェルドン
エドワード・オースティン・シェルドン（Edward Austin Sheldon、1823年10月4日 - 1897年8月26日）は、アメリカ合衆国の教育者、ニューヨーク州立大学オスウィーゴー校 (State University of New York at Oswego) の前身であるオスウィーゴー師範学校 (Oswego Primary Teachers' Training School) の初代校長。ニューヨーク州内のシラキュースやオスウィーゴー (Oswego) の教育長 (superintendent) も務めた。シェルドンの最も重要な業績は、ヨハン・ハインリヒ・ペスタロッチの原理や教育手法を、オスウィーゴー運動 (Oswego Movement) を通してアメリカ合衆国の教育に導入したところにあった。教育家のメアリ・シェルドン・バーンズ (Mary Sheldon Barnes) は娘である。